# Organization for the Phyto-Taxonomic Investigation of the Mediterranean Area
De Organization for the Phyto-Taxonomic Investigation of the Mediterranean Area (OPTIMA) is een internationale associatie van botanici die zijn geïnteresseerd in het Middellandse Zeegebied. De organisatie is in 1974 opgericht. De OPTIMA richt zich op de studie van organismen die traditioneel worden bestudeerd door botanici (waaronder vaatplanten, mossen, schimmels, korstmossen) in het Middellandse Zeegebied. Het secretariaat van de organisatie bevindt zich bij het Herbarium Mediterraneum in Palermo (Italië). 
Lidmaatschap staat open voor individuen en instituten. Voor de leden wordt elke drie jaar een symposium georganiseerd. Leden ontvangen jaarlijks het wetenschappelijk tijdschrift Flora Mediterranea. Het tijdschrift Bocconea wordt gratis verzonden naar institutionele leden, individuele leden kunnen korting krijgen op een abonnement. De 
OPTIMA Newsletter is een nieuwsbrief die informeert over de laatste ontwikkelingen. De Med-Checlist is een inventarisatie van planten uit het Middellandse Zeegebied en bijbehorende correcte naam en synoniemen. 
Voor haar leden organiseert de associatie expedities om planten te verzamelen. Deze expedities staan onder leiding van deskundige botanici. De OPTIMA reikt een tweetal prijzen uit. De Silver Medal is bestemd voor de auteur(s) of redacteur(en) van de beste publicatie in een bepaald jaar op het gebied van taxonomie van Mediterrane planten. De Gold Medal wordt elke drie jaar uitgereikt aan een botanicus die een uitmuntende bijdrage heeft geleverd aan de plantentaxonomie in het Middellandse Zeegebied. 
Prominente wetenschappers die lid zijn van de OPTIMA, zijn onder meer Werner Greuter, David Hawksworth, Vernon Heywood en David Minter. 